# Associazione Giovanile Nocerina 1910 2004-2005
Questa pagina raccoglie le informazioni riguardanti l'Associazione Giovanile Nocerina 1910 nelle competizioni ufficiali della stagione 2004-2005.

## Rosa
| N. |                   | Ruolo | Calciatore          |
| -- | ----------------- | ----- | ------------------- |
| -  | Italia (bandiera) | C     | Antonio Altamura    |
| -  | Italia (bandiera) | C     | Giampiero Buonocore |
| -  | Italia (bandiera) | C     | Andrea Cammarota    |
| -  | Italia (bandiera) | C     | Salvatore Casapulla |
| -  | Italia (bandiera) | D     | Paolo Chiavaroli    |
| -  | Italia (bandiera) | P     | Severo De Felice    |
| -  | Italia (bandiera) | D     | Raffaele Del Sorbo  |
| -  | Italia (bandiera) | A     | Manuel De Luca      |
| -  | Italia (bandiera) | A     | Raffaele Di Giacomo |
| -  | Italia (bandiera) | D     | Mauro Di Lello      |
| -  | Italia (bandiera) | D     | Matteo Di Martino   |
| -  | Italia (bandiera) | A     | Pietro Famiano      |
| -  | Italia (bandiera) | P     | Simone Farelli      |
| -  | Italia (bandiera) | D     | Agostino Garofalo   |
| -  | Italia (bandiera) | C     | Carmine Giordano    |
| -  | Italia (bandiera) | C     | Cisco Guida         |

| N. |                    | Ruolo | Calciatore          |
| -- | ------------------ | ----- | ------------------- |
| -  | Italia (bandiera)  | D     | Stefano Mastroianni |
| -  | Italia (bandiera)  | A     | Fabio Mazzeo        |
| -  | Brasile (bandiera) | A     | Paco Soares         |
| -  | Italia (bandiera)  | D     | Marco Pennacchietti |
| -  | Italia (bandiera)  | P     | Amedeo Petrazzuolo  |
| -  | Italia (bandiera)  | C     | Adriano Pezzoli     |
| -  | Italia (bandiera)  | D     | Andrea Polizzano    |
| -  | Italia (bandiera)  | C     | Dario Rocco         |
| -  | Italia (bandiera)  | A     | Giuseppe Rosa       |
| -  | Italia (bandiera)  | C     | Giovanni Rosamilla  |
| -  | Italia (bandiera)  | A     | Rosario Stanzione   |
| -  | Italia (bandiera)  | A     | Vittorio Torino     |
| -  | Italia (bandiera)  | D     | Giovanni Ventre     |
| -  | Italia (bandiera)  | D     | Roberto Vezzosi     |
| -  | Italia (bandiera)  | C     | Fabio Visone        |